# Renault Kadjar
Renault Kadjar — компактный кроссовер, производящийся компанией Renault с 2015 года. Построен на платформе Common Module Family (кратко: CMF) вместе с Nissan Qashqai. Премьера автомобиля состоялась 3 марта 2015 года на Женевском автосалоне, продажи начались в апреле того же года. Основным конкурентом модели должен быть Peugeot 3008 второго поколения. В модельном ряду занимает место между моделями Captur и Koleos.

## Производство

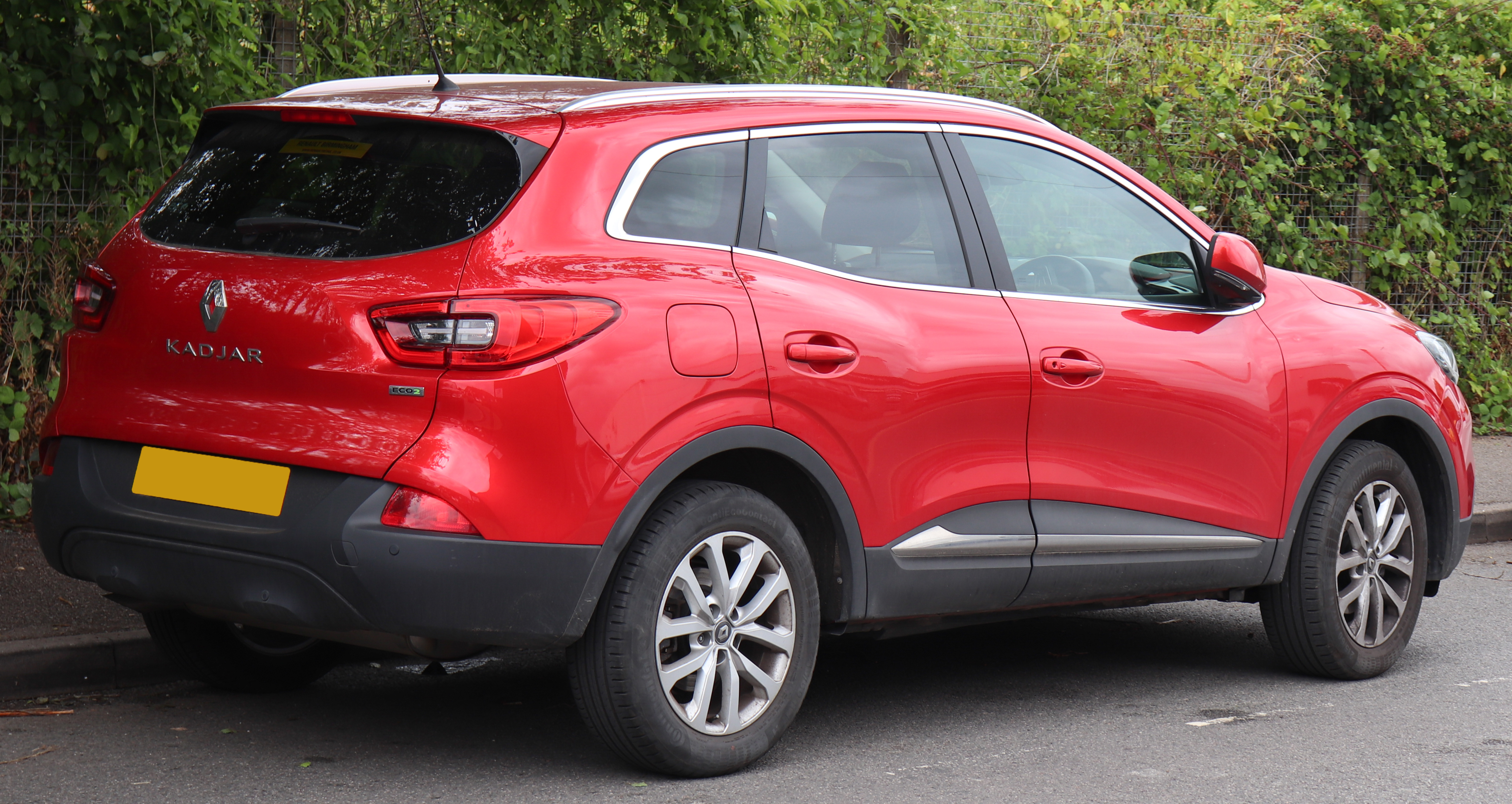
Вид сзади

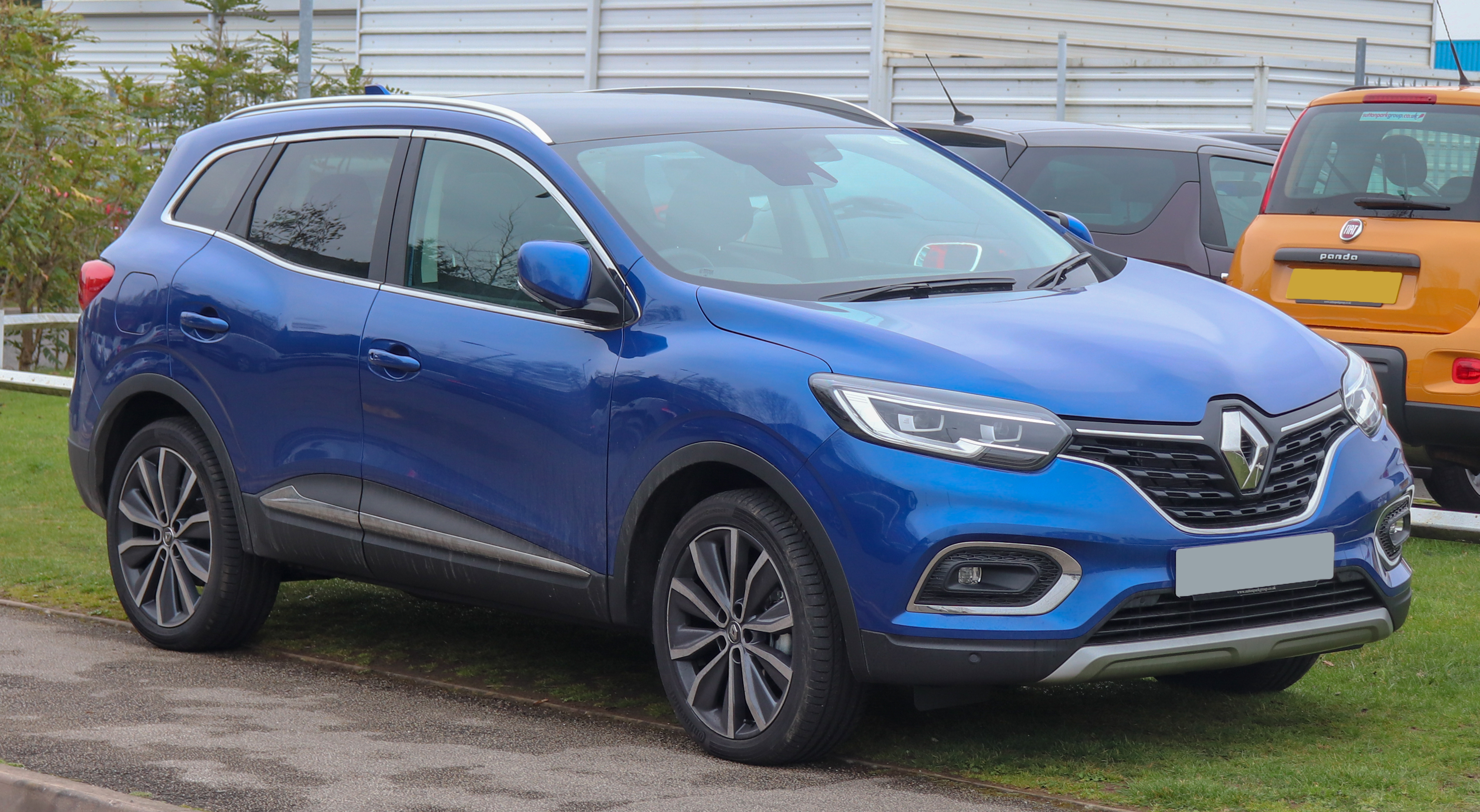
Phase 2

Kadjar для Европы и Африки выпускается на испанском заводе в Паленсии. Кроме того, в 2016 году компания наладит выпуск этой модели на китайском автосборочном предприятии Dongfeng в городе Ухань.
Автомобиль предлагается на продажу с 1,2-литровым бензиновым двигателем или двумя дизельными двигателями: 1,5-литровым, 6-ступенчатой механической или 6-ступенчатой с двойным сцеплением коробкой передач, или 1,6 л, 6-ступенчатой механической коробкой передач. Модель может комплектоваться передним или полным приводом.